# Åskbollen (stol)

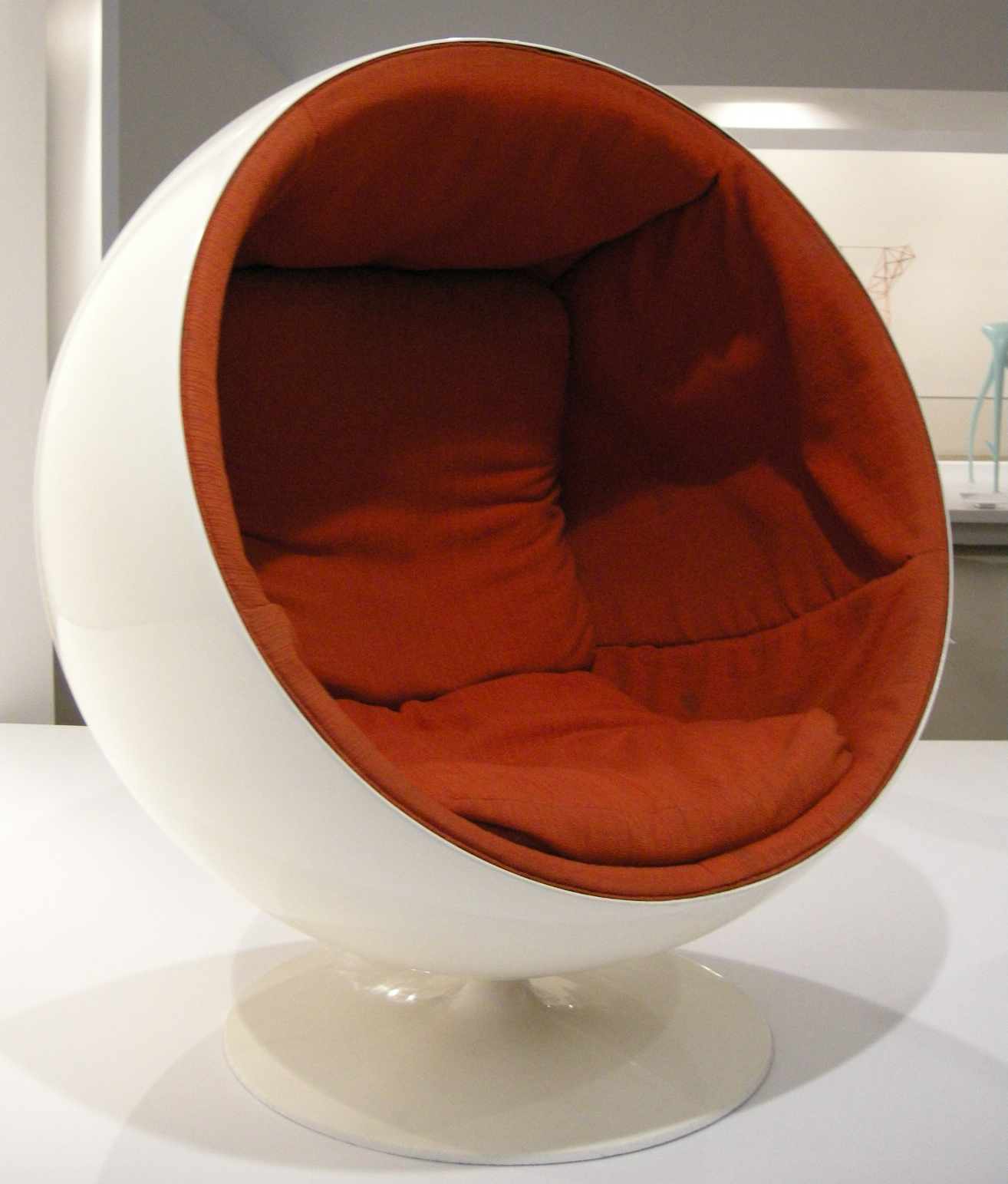
Åskbollen

Åskbollen (engelska: Ball Chair), är en svängbar fåtölj, som formgavs av finländaren Eero Aarnio 1963. Den har ett skal av glasfiber, en metallfot och är klädd med tyg på insidan.
Stolen har grundformen av en sfär med 600 millimeters radie med en sned avskärning. Den medger genom det omslutande skalet att den som sitter i fåtöljen är i hög grad ljudmässigt avskärmad från omgivningen.
Åskbollen presenterades 1966 av Asko Möbler på en internationell möbelmässa i Köln i Tyskland och blev ett genombrott för Eero Aarnio och den första i en serie möbler i glasfiber av honom. Den salufördes ursprungligen av Asko och saluförs numera av tyska Adelta. 
Åskbollen är idag en modernistisk industridesignklassiker och har i olika sammanhang i filmer och andra sammanhang använts för att associera till rymdåldern.
Stolen vidareutvecklades till den hängande, genomskinliga Bubblan 1968.
| ”             | Vi hade flyttat in i vårt första hem och jag hade påbörjat min yrkesbana som frilansande formgivare. Vi hade ett hem, men ingen passande fåtölj, så jag beslöt att skapa en, men en av verkligen ny modell. Efter några skisser upptäckte jag att stolens form hade blivit så enkel att den bara var en boll, som skulle röra sig när man satte sig i den.... Sedan gjorde jag prototypen själv....Jag täckte den plywoodform jag gjort med blött papper och laminerade ytan med glasfiber, slipade ned den yttre ytan, tog bort formen, lät den kläs på insidan och satte på en fot. Slutligen installerade jag också en röd telefon på stolens insida. Namngivningen var enkel. Bollstolen var född. | „ |
| – Eero Aarnio | |   |